# Baranya–bajai Szerb–Magyar Köztársaság
A Baranya–bajai Szerb–Magyar Köztársaság (szerbül: Српско-мађарска република Барања-Баја vagy Srpsko-mađarska republika Baranja-Baja) rövid életű, nyolc napig fennálló bábállam volt, amelyet 1921. augusztus 14-én hoztak létre a Szerb–Horvát–Szlovén Királyság protektorátusaként, a szerb hadsereg által annektált, de a trianoni békeszerződésben nem a délszláv királyságnak ítélt területen.
Az Osztrák–Magyar Monarchia 1918 októberi összeomlását követően Baranya területe a szerb hadsereg ellenőrzése alá került, s az újvidéki polgári közigazgatás hatáskörébe tartozott. A Kun Béla vezette Magyarországi Tanácsköztársaság 1919 nyarán bekövetkezett bukása után a fehérterror elől Budapestről számosan menekültek Baranyába, ahol Pécs polgármestere, a korábbi bukott hadügyminiszter, Linder Béla menedékjogot adott nekik.
A párizsi béketárgyalásokon Baranyát döntően Magyarországnak ítélték. Ennek a döntésnek a szerbek és a szocialisták nem örültek, és folytatták az agitálást a visszacsatolás ellen. Végül utolsó kísérletképpen 1921. augusztus 14-én egy népgyűlésen Dobrovits Péter festő több ezer ember előtt javasolta egy független állam kikiáltását. Az új ország kormányának élére Dobrovitsot választották. Az új államszervezetet azonban nemzetközileg nem ismerték el. A köztársaság csupán a szerb hadsereg védelmét élvezte, annak baranyai kivonulását követően a Nemzeti Hadsereg vonult be a területre, és ez a köztársaság végét jelentette.
A Baranya–bajai Szerb–Magyar Köztársaság sorsa hasonlít a szlovén dominanciájú, 1919-ben deklarált Vendvidéki Köztársaságéhoz.

## Fekvése
A köztársaság területéhez tartozott Tolna vármegye déli, Somogy vármegye délkeleti része, Baranya vármegye háromnegyede és Észak-Bácska. Északi határa Barcs–Szigetvár–Orfű–Hosszúhetény–Bátaszék–Baja–Felsőszentiván–Röszke vonala volt. A déli határa megegyezett a mai magyar-horvát, magyar-szerb határral.

## Elnevezése
A köztársaság hivatalos neve Baranya–bajai Szerb–Magyar Köztársaság volt. Ez a név utalt a köztársaság fekvésére (Baranya és Baja környéke, vagy más néven Bácska), illetve a népesség etnikai hovatartozására is. A szerb megszállás alatti népszámláláskor azonban a valósnál sokkal több szerb nevet vettek nyilvántartásba.
A kikiáltáskor Dobrovits Péter Baranyai Szerb–Magyar Köztársaságnak nevezte az új államot, amelynek neve később több helyen is ebben az alakban fordult elő. Szűts Emil Az elmerült sziget című könyvének is ez az alcíme.

## Története

### Előzmények

#### A szerb megszállás
1918. november 13-án Belgrádban az antanthatalmak részéről Henrys francia tábornok és a szerb Živojin Mišić főparancsnok katonai egyezményt (Belgrádi egyezmény (1918)) írt alá a magyar kormány képviselőjével, Linder Bélával, a háborút lezáró fegyverszünet létrejöttéről. Még aznap megérkezett az első vagon Baranyába és másnap Pécsre, Üszögpusztára. Ez feltételezi, hogy már korábban megfogalmazódott a megszállás terve.
November 25-én Újvidéken összeült a Nagy Nemzetgyűlés, amely a szláv lakosságot képviselte. A gyűlés kinyilvánította, hogy Baranya, Bácska és Bánát területek attól fogva nem tartoznak Magyarországhoz. Ez természetesen nem állt összhangban a november 13-ai megállapodással. December 4-én új főispánokat neveztek ki a megszállt területeken, majd 1919 januárjában új közigazgatást vezettek be Baranyában. Az új közigazgatással a beadványokat is a szerb Nemzeti Igazgatóságnak kellett küldeni, és nem a magyar kormánynak.
1919 márciusában egyre erősödtek azok a törekvések, amelyek azt kívánták elérni, hogy Baranya a Szerb–Horvát–Szlovén Királysághoz tartozzon. Március 27-én Pélmonostoron nagygyűlésre került sor, melyen a szerb közigazgatás fenntartása mellett foglaltak állást. Április 1-jén kihirdették, hogy az Újvidéki Nemzeti Igazgatóság március 12-én beszüntette a működését, hatáskörét pedig a szerb–horvát–szlovén kormány vette át.
Eközben Belgrádban a szerb vezérkari főnök-helyettes, Daniel Kalafatović 1919. március 18-án azt nyilatkozta, hogy baranyai vasutassztrájk bebizonyította, hogy hiba lenne igényt tartani a baranyai területekre, mert "csak erőszakos eszközökkel tarthatnák féken a lakosságot". Ezért a kormánynak azt javasolta, hogy csak a dél-baranyai szerb falvak tartozzanak a délszláv államhoz. Ő azonban nem tudhatta, hogy délszláv delegáció már február 18-án ismertette a nagyhatalmak
képviselőiből álló Legfelső Tanáccsal, hogy melyik területeket szeretnék az új államhoz csatolni, de Pécs és Baranya nem szerepelt rajta.
A határ meghúzására 1919. május 12-én, a Külügyminiszterek Tanácsa jóváhagyásával került sor. Júliusban a Drávaköz és a Muravidék elcsatolásáról döntöttek. A délszláv kormány azonban további területek megszerzésére törekedett. A sajtóban több helyen megjelent, hogy Baranyát elcsatolják Magyarországtól, néhány nappal később azonban már csak annyit írtak, hogy a vármegye felét kapják meg a jugoszlávok.
1919. augusztus 25-én a békekonferencia legfelsőbb tanácsa kijelölte a végleges határokat, amely szerint Baranya vármegye területének csak egy kisebb részét kívánták elcsatolni Magyarországtól. A békekötés még nem történt meg, így a szerbek igyekezték kihasználni a munkások Horthy-rendszerrel való szembenállását, hogy újabb területeket szerezzenek. A bányászoknak gyűléseket szerveztek, hetente többször, több helyen, hogy agitáljanak a Szerb–Horvát–Szlovén Királysághoz való csatlakozás mellett. Dobrovits Péter többször felszólalt ezeken a gyűléseken. Felhívta a figyelmet a fehérterrorra, a biztonságra és a tőkés kizsákmányolásra. A munkásoknak azonban nem tetszett, hogy elcsatolják Baranyát Magyarországtól, ezért kevesen jelentek meg a gyűléseken.

#### A magyar Tanácsköztársaság után
A Tanácsköztársaság bukása után sokan elmenekültek a Nemzeti Hadsereg elől. A szerbek úgy ítélték meg, hogy előnyös, ha egy bizonyos mértékig támogatják a munkásokat és a munkásszervezeteket. Az emigránsok létrehozták – szerb kormányzati szervek jóváhagyásával – a Munkás című napilapot. 1920 januárjában új párt is alakult baloldali politikusokból, a Pécsi Szocialista Párt.
1920. június 4-én a trianoni békeszerződés aláírásával Baranya vármegye majdnem teljes területe ismét Magyarországhoz került. Ezzel keresztülhúzták a szerbek és a szocialisták azon tervét, hogy a vármegye a Szerb–Horvát–Szlovén Királyság része legyen. A szocialista párt június 11-én az antant védelmét kérte Horthy csapatai ellen, majd három nappal később a Széchenyi téren húszezres tömeg előtt tiltakozott a magyar hadsereg várható bevonulása ellen.
1920. augusztus 29–30-án törvényhatósági választásokat tartottak, melynek során 12 ezer választópolgárból 9100-an szavaztak (minden 20 évnél idősebb férfi szavazhatott). A keresztényszocialisták és a városi polgárság bojkottálták a választásokat. A választás eredményeképpen megújult a törvényhatósági bizottság, melynek elnöke Doktor Sándor lett. A közgyűlés megújította a város vezetését, a polgármesteri, a jegyzői és a négy tanácsosi állásra pályázatot hirdettek meg. A polgármesteri pályázatra csak Linder Béla jelentkezett, így ő lett a város új feje.
A választások után Linderék tovább építették a kapcsolatot a délszláv állammal, azonban a helyzet bizonytalan volt. Nem volt elég pénz, fegyver. A szerbek nem tudták, mit csináljanak az itteni szocialistákkal, míg otthon üldözték a baloldaliakat. December 29-én kiáltványt adtak ki, amelyben kijelentették, hogy a Horthy-rezsim rossz, mivel a fehérterror veszélye továbbra is fennáll, viszont Baranyában a polgárság, a vállalatok és a bankok a helyi vezetőket nem támogatják, ezért lemondanak. Kifejtették továbbá, hogy mit kívánnak elérni a vármegyében.
1921 januárjában Rajić Belgrádba utazott, ahol egy konkrét autonómia-tervet terjesztett elő. Visszatérve Baranyába, a helyi szocialisták elutasították ezt a kezdeményezést.
Az év nyarán már egyértelmű volt, hogy a szerb megszállás a végéhez közeledik. A bevonulásról szóló tárgyalások 1921 tavaszán kezdődtek meg. A tervek szerint a bevonulás irányítását a kaposvári körletparancsnokságról kívánták végrehajtani.
1921. május 29-én megtartották a Pécsi Szocialista Párt I. kongresszusát. A tanácskozás négy napig tartott, és kiderült, hogy a résztvevők nagyon eltérő állásponton voltak, ami miatt személyeskedésekre is sor került. A kongresszus határozatát ennek ellenére meghozták, és kérték a Szerb–Horvát–Szlovén Királyság kormányát, hogy védje meg Baranyát, amíg Magyarországon nem alakul meg egy számukra elfogadható, véleményük szerint is demokratikus kormány.
Július 27-én az érdekelt hatalmak a párizsi külügyminisztériumban letétbe helyezték a trianoni békeszerződés ratifikált példányait, így az életbe lépett, és a magyar kormány hivatalosan is bevonulhatott a megszállt területekre. Belgrádban ugyanakkor egyre több kommunistát tartóztattak le, ezért több merényletet is végrehajtottak a kormánytagok ellen. E tény kihatott a baranyai területekre, mivel ott baloldali párt volt hatalmon, és ez kezdett kínossá válni a délszláv kormánynak. Nikola Pašić miniszterelnök augusztus 7-én fogadta Lindert, és megígérte neki, hogy a magyar bevonulás után a délszláv kormány menedékjogot ad az összes politikai menekültnek.
Augusztus 9-én a nagyhatalmak Budapesten megtárgyalták a bevonulás időpontját, amit 18–22. közöttre határoztak meg. Másnap Gosset ezredes Pécsre érkezett, akit este felkeresett Herbert András, és kifejezte ellenérzését a bevonulással kapcsolatban. Gosset megnyugtatott mindenkit, hogy a munkásságot nem éri bántódás. A városban ennek ellenére sztrájkok kezdődtek a bevonulás miatt. A délszláv kormány azonban még nem foglalkozott a kiürítéssel, így a baranyaiak nem tudták, mi történik a jövőben.

### A köztársaság kikiáltása

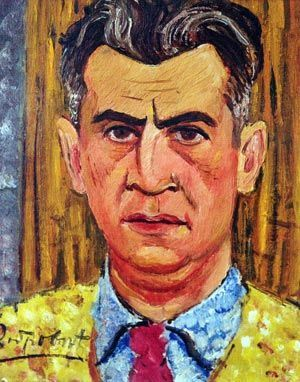
Dobrovits Péter a köztársaság elnöke

1921. augusztus 14-én összeült a megszállt területek szakszervezeteinek kongresszusa, „…hogy megtárgyalják a megszállt területek munkásságának gazdasági helyzetét…”. A fórumon a visszacsatolás volt a legfontosabb kérdés. Schmira Károly közvetlenül a gyűlés megnyitása után felszólalt és kifejtette, hogy Pécs kiürítésével „megszűnik az élet”. Egy határozati javaslatot terjesztett elő, amelyben tiltakozott a kiürítés ellen, „…amíg Magyarországon a mai Horthy-rezsimet egy, az októberi forradalom vívmányainak megfelelő, minden üldözéstől és terrorisztikus tendenciáktól mentes demokratikus rezsim nem váltja fel…”
A kongresszus ezt elfogadva megbízta az újonnan megválasztandó szakszervezeti bizottságot, hogy kövessen el mindent a kiürítés elkerülésének érdekében. A további ügyrend megállapítása után megszakították az ülést, hogy a küldöttek részt vehessenek a Széchenyi téren lévő tömeggyűlésen. A város lakosságát a sajtón keresztül már napokkal azelőtt mozgósították:
A sajtó a megjelentek létszámát 15–20 ezer főre becsülte. A gyűlés lefolyásáról az egyik résztvevő, Lőrinc Péter visszaemlékezése szolgál forrásul. „Benyomásom szerint az első nagy beszéd elmondója Fekete volt…”. A második szónok Pázmány volt, azonban mivel abban az időben nem volt megafon, kevés ember hallotta a szónok beszédét. „Néhány halkan mondott szó után hirtelen” mindenki a „Fegyverbe!” szót skandálta. A következő szónok Dobrovits Péter volt, aki kikiáltotta a köztársaságot:

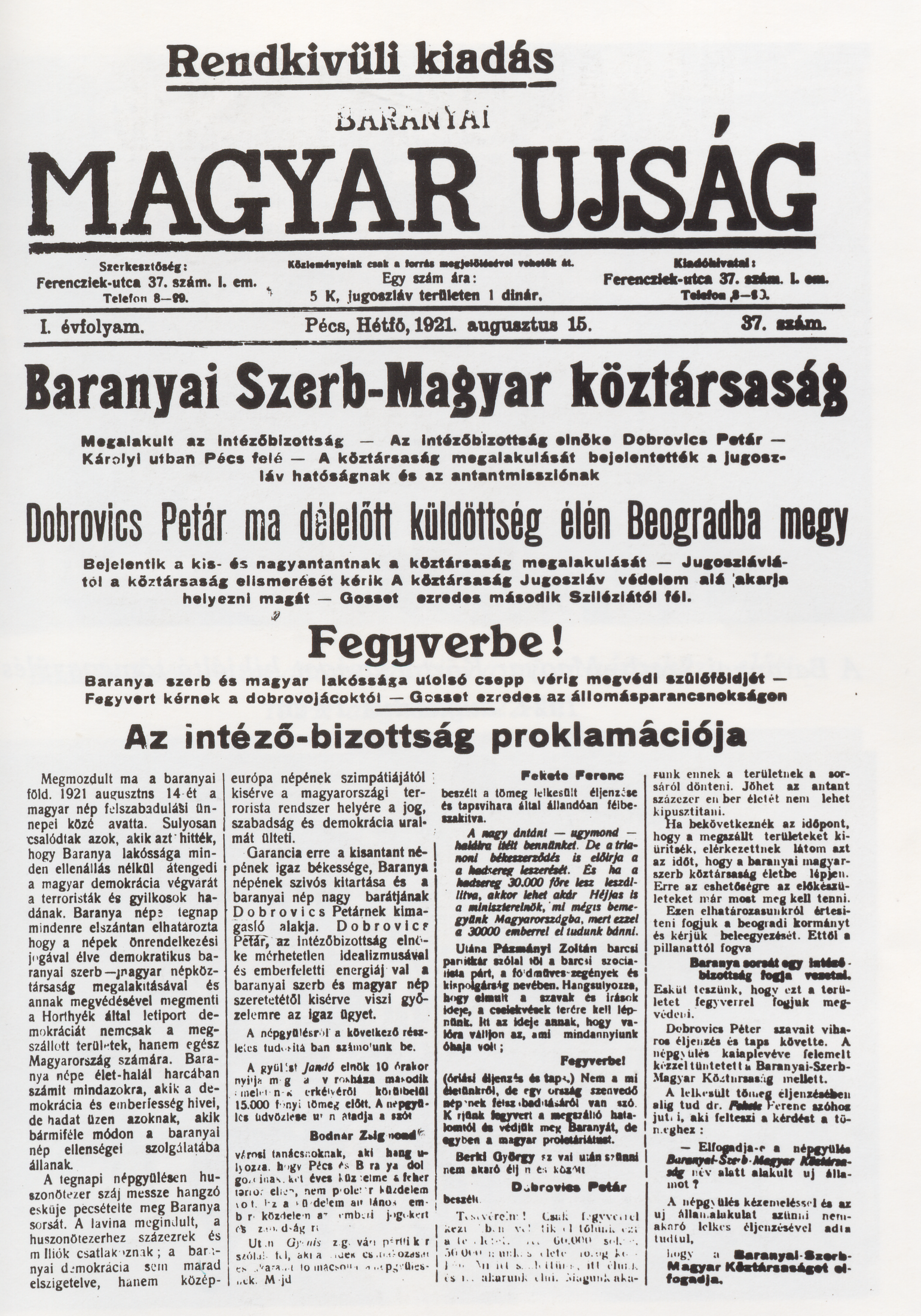
Korabeli újság a köztársaság kikiáltásáról

Beszédét a tömeg éljenzése kísérte. Azonban a visszaemlékező, Lőrinc Péter nem hallott több fontos dolgot Pázmány Zoltán szónoklatából, amiről a sajtó később írt. Az egyik fontos dolog, amit Pázmány mondott, hogy akár fegyverrel is meg kell védeni a köztársaságot, mivel itt nem proletárdiktatúrát, nem kommunizmust akarnak csinálni, hanem becsületes demokráciát. Ezt Dobrovits is megerősítette a beszédében.
A beszéd után Fekete Ferenc javaslatot tett egy intézőbizottság létrehozására, amelynek elnökévé Dobrovitsot javasolta. Fekete kijelentette, hogy Károlyi Mihályt Pécsre fogják hívni. Ezután küldöttséget szerveztek Dobrovits vezetésével, akik felkeresték Rajić kormánybiztos főispánt, és bejelentették neki a köztársaság megalakulását. A szerb tisztviselő tudomásul vette a bejelentést és értesítette a kormányát is.
A szakszervezeti kongresszus délután folytatta ülését. Itt harca szólították fel a munkásságot a Horthy-rendszerrel szemben. Ezután megválasztották az ideiglenes intézőbizottságot. Dobrovits bejelentette, hogy a bajai háromszög és vidéke lakossága néhány napon belül elküldi a bizottságba a küldötteit. Továbbá bejelentette, hogy elutazik Belgrádba, ahol a belügyminiszterrel és a miniszterelnökkel fog tárgyalni. Az intézőbizottság magyar, német és horvát nyelven adta ki a kiáltványait, majd Gosset ezredesnek egy angol nyelvű memorandumot adott át, amelyben leírták a 14-i eseményeket és kijelentették, hogy a nép megvédi az új államot Magyarországgal szemben.
Gosset ezredes a nap fejleményéről és a bizottságról jelentést küldött Budapestre, az angol főbiztosnak. Közölte, hogy az ő feladata kizárólag katonai jellegű és a területek kiürítésével kapcsolatos. Véleménye szerint ezt az új államot nem kell komolyan venni. Kérte a biztostól, hogy kényszerítsék ki a szerbektől a magyar kormány által kinevezett kormánybiztosok elismerését. Gosset felhívta a figyelmet továbbá arra, hogy Linder és Dobrovits Belgrádban tartózkodik, és nem szabad visszaengedni őket a területre.

### A köztársaság nyolc napos fennállása
A pécsi hírek Bajára másnap, augusztus 15-én jutottak el a Baranya Megyei Újság rendkívüli kiadásán keresztül. A hírre rendkívüli gyűlést hívtak össze a város tanácstermében. Itt megválasztották az ideiglenes intézőbizottságot. Ez alkalomból új lap jelent meg Előre címmel. Ezen a napon Mohácson, Szigetvárott, Siklóson, Barcson népgyűléseket tartottak, s valamennyi helység lakossága nevében kimondták az új köztársasághoz való csatlakozást.
Augusztus 16-án a magyar kormány kijelentette az angol főbiztosnak, hogy az új államot nem ismeri el. Hohler főbiztos a magyar kormány nyilatkozatának és Gosset ezredes táviratának birtokában érintkezésbe lépett a budapesti szerb követtel. A követ tájékoztatta, hogy a kormánya már utasította a baranyai vezetőket, hogy kezdjék meg a kiürítést.
A köztársaság területén elkezdték szervezni a fegyveres erőket. Pécsett augusztus 17-én Keinrath tartalékos főhadnagy irányításával, aki a városi rendőrségen a legénység parancsnoka volt, megalakult egy karhatalmi század. Budapesten 300 fős „vörös csapat” gyakorlatozott fegyver nélkül, de a lakásaikon elrejtett fegyverekkel rendelkeztek. Azt is tudni vélték, hogy folyamatban van köztársasági zászlóaljak szervezése, amelyeket a jugoszlávok fognak ellátni fegyverekkel és felszerelésekkel. A pécsi sajtóban 18-án olyan hírek jelentek meg, miszerint a belgrádi miniszterelnök hozzájárult, hogy zászlóaljakat toborozzanak és hozzanak Baranyába. A későbbi fejlemények bebizonyították, hogy ezek minden alapot nélkülöző, koholt állítások voltak.
Közben Linder és Dobrovits Belgrádban tárgyalt a délszláv kormány támogatásának megszerzése érdekében. Linder már korábban is a szerb fővárosban tartózkodott, ahol telefonon értesült a pécsi eseményekről, és azonnal egyetértését fejezte ki. Távirataiban Linder közölte, hogy Belgrádban a sajtó is üdvözölte az új államot.
A bécsi magyar demokratikus emigrációnak a baranyai kérdésben vallott felfogását fejtette ki Jászi Oszkárnak a Bécsi Magyar Újságban megjelent cikke, amelyet néhány nap múlva a pécsi lapok is közöltek. A cikkben összefoglalva megtalálhatók mindazok az érvek, amelyeket a kiürítéssel szemben a liberális és a szocialista irányzat felvetett. Nem nehéz feltételezni, hogy akik ezt helyileg korábban is megfogalmazták, ismerték Jászi nézeteit.
Ezzel egyidejűleg a demarkációs vonaltól északra, Kaposvárott bádoki Soós nyilatkozott. Szerinte a Baranya–bajai Szerb–Magyar Köztársaság nevében eljáró, fenyegetőző egyének kevesebben vannak, mint kétezer fő. „Ötszáz Magyarországról elmenekült terrorista, akikhez kb. 1500 kétes egzisztencia és megtévesztett ember csatlakozott a baranyai területről.”
Augusztus 18-án bádoki Soós Károly altábornagy, a déli végeken vezénylő tábornok tájékoztatót tartott Kaposvárott a budapesti tudósítóknak a bevonulással kapcsolatban. Ezután Soós és Kiszely Gyula kamarás, kormánybiztos a kaposvári Kossuth téren szemlét tartott a bevonuló hadseregen.
A Nagykövetek Konferenciája a szövetségesek budapesti főmegbízottait felhatalmazta arra, hogy ha kell, akár Párizs közreműködése nélkül is dönthetnek bizonyos kérdésekben. Hohler ennek alapján tárgyalt a délszláv királyság budapesti követével. Augusztus 17-én a Nagykövetek Konferenciája tiltakozó jegyzéket küldött Belgrádba a kiürítés halogatása miatt. Gosset ezredes jelentése szerint ugyanis sem a katonai, sem a polgári hatóságok nem kaptak parancsot a kiürítéssel kapcsolatban. Ebből Hohler tudta, hogy előző nap a szerb követ félreinformálta őt, sőt az is valótlan volt, hogy a szerbek elismerték a magyar kormánybiztosokat. Ugyanakkor a vasúti jelzőberendezéseket, a gépeket leszerelték és elszállították. Augusztus 17-én 40 vagonból álló szerelvény indult el Eszék felé, amely a szerb iratokat, kaszárnya-berendezéseket és a tisztviselők magánbútorait vitte magával. Mindezek ellenére másnap sem történt semmi, Belgrád nem adott utasításokat a kiürítéssel kapcsolatban (feltehetően a hazai lakosság megnyugtatása miatt). Đorđević ezredes (aznap nevezték ki katonai parancsnokká) úgy nyilatkozott Gosset ezredesnek, hogy fegyverrel fogja védeni a területet a magyarok ellen. Ezért Gosset, komolyan véve a szerb parancsnok kijelentését, 48 órával elhalasztotta a magyar bevonulási kísérletet. Ugyanakkor felszólította a szerb-horvát-szlovén kormányt, hogy tegyen eleget a kötelezettségeiknek és hagyják el a területet.
Ezen a napon Dobrovits Péter kihallgatáson vett részt Pašić miniszterelnöknél, aki felhívta a baranyai vezető figyelmét arra, hogy nem vállalhatják a fegyveres támogatást. Az elutasító válasz után, még aznap délután összeült a minisztertanács, amely a szakértők meghallgatása után úgy döntött, hogy eleget tesz a kötelezettség-vállalásának és 24-ig kivonja csapatait a megszállt területekről. A kiürítést azonnal megkezdik, amint erre a határ menti hatóságok megkapják a szükséges utasításokat.
Valóban, a döntést követően, hamar sor került az utasítások kiadására. Đorđević ezredes még augusztus 18-ról 19-re virradó éjszaka lefegyverezte a pécsi karhatalmat, és 19-én már plakátokat helyeztek ki a városba a kiürítéssel kapcsolatban. A plakátokon az állt, hogyan fogják a jugoszlávok végrehajtani a kiürítést. Đorđević ezredes alá tartoztak mind a katonai, mind a polgári közegek. Az evakuálást három lépésben tervezték végrehajtani. A béke érdekében a helyi hatóságok a parancsnokság alá tartoztak a kiürítés végéig, a magyar csendőrség dolga volt biztosítani a nyugalmat a kivonulás után. A kommunikáció és a közlekedés biztosítása úgyszintén a helyi hatóságok feladata volt.
A délszláv királyságban végbement jobbratolódás, a kommunisták üldözése, a nagyhatalmak bolsevistaellenes politikája nem kedvezhetett a baranyai szocialista területnek sem. I. Péter szerb–horvát–szlovén király augusztus 16-ai halála bizonytalanságot teremtett az országban, annak ellenére, hogy már régóta beteg volt, és fia Sándor régens herceg volt a tényleges államfő. A jogos trónörökös azonban Péter fia, György volt, akit őrültnek bélyegeztek meg és kizártak az utódlásból. A helyzet azért volt bizonytalan, mert nem volt világos, hogy György belenyugodott-e a félreállításba, vagy szervezkedik.
A pécsi Munkások című újságban augusztus 19-én az előző nap tényeinek ismeretében teljesen más elképzelésről írtak, miszerint Jászi, Garami és Lovászy a városba érkeznek és beszédet mondanak. Az események azonban elindultak a visszacsatolás felé, ezek a napok már nem voltak alkalmasak arra, hogy fellázítsák a népet. A vezetők egy része már nem is tartózkodott a városban, és 16-a után Dobrovits Péter sem lépett többé magyar földre. Linder augusztus 18-án érkezett vissza Pécsre, hogy lecsillapítsa a népet, de másnap már indult is vissza a családjával Belgrádba.

### Az emigrálás

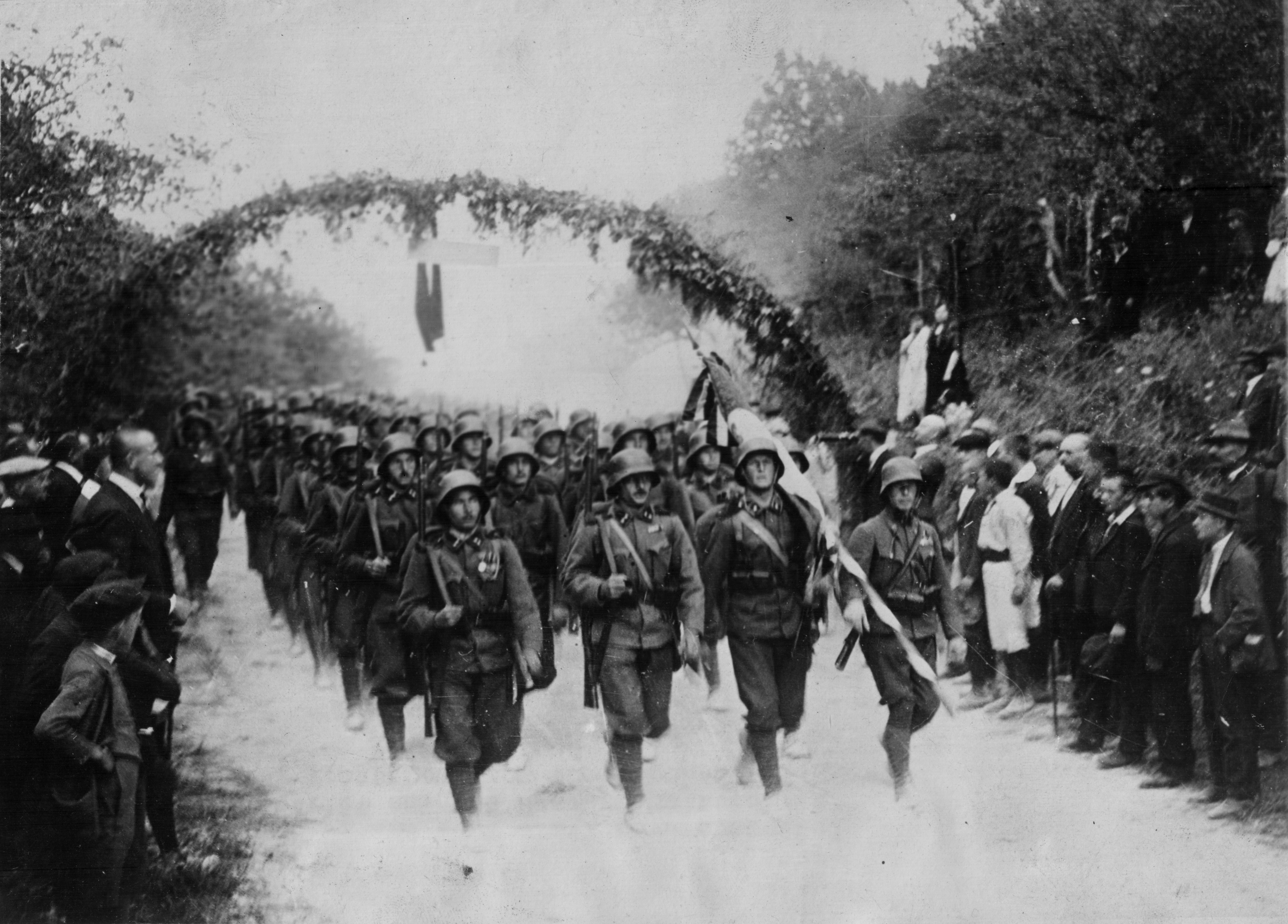
Magyar csapatok bevonulása 1921 augusztusában

Rajić főispán még a helyén volt. Kihirdette, hogy aki nem akarja megvárni a bevonuló magyar csapatokat, az augusztus 20-án a 11 és a 15 órás vonattal elhagyhatja a várost Eszék felé. Linder többször folytatott Belgrádban tárgyalásokat az emigrálással kapcsolatban, ezt azonban a kiürítéskor nem sikerült teljes mértékben megvalósítani, mivel nem készültek fel rá megfelelően.
Gosset ezredes javaslattal fordult a magyar kormányhoz, amivel a magyar minisztertanács augusztus 19-én foglalkozott. A javaslat lényege az volt, hogy a kiürített területeken, a határ közelében táborokat hozzanak létre. Ezekbe a táborokba szállásolnák el azokat az embereket, akik ki akarnak vándorolni az Szerb–Horvát–Szlovén Királyságba, a védelmükre pedig katonai őrizetet biztosítanának. A magyar kormány, tartva attól, hogy a szerbek elhalasztják a kiürítést, elfogadta a javaslatot.
A pécsi szocialista városi tanács utolsó ténykedéseként röpiratot terjesztett a városban, amelyben leírták, hogy átmenetileg szüneteltetik a szabadságért való küzdelmet. Akik el akarják hagyni az országot, azok 21-én reggel 7 órakor legyenek a dohánygyár épületében, ott kapnak útlevelet a kivándorláshoz.
A baranyai területekről sokan elmenekültek Szlavóniába. Néhány nap alatt Eszékre húszezer ember érkezett Baranyából. Senki nem számított ekkora tömegre, ezért az elhelyezésük megoldatlan probléma volt, iskolákban, barakkokban szállásolták el őket. A belgrádi kormány különmegbízottat küldött a helyszínre, hogy irányítsa az ügyintézést. A menekültek egy része a megtévesztett munkások és családtagjaik köréből kerültek ki, de jelentős volt a baranyai vidéki délszlávok elvándorlása is, akiknek a délszláv kormány földet ígért.
A jelentős elvándorlás tükrözte a baloldali emberek jelentős részének hangulatát és bizonytalanságát. Féltek a bevonulástól és annak lezajlásától. Egy, a rendszerrel rokonszenvező kortárs újságíró szerint többen úgy hagyták el az országot, hogy semmi okuk sem volt rá. Úgy menekültek, mintha ellenség döngetné a városkapukat.
A keresztényszocialista propaganda is eredménytelen volt. Az embereket nem győzte meg, mivel éveken át a fehérterrorról olvastak, hallottak. Ez a félelem részben jogos volt, de egyben eltúlzott is. Ez számottevően a baranyai vezetők hibája volt, hiszen nem készítették fel a népet, hogy ha visszakerül a terület Magyarországhoz, hogyan kell viselkedni.
Augusztus 20-án az a lap, amely híve volt a köztársaságnak, azt írta, hogy Baranya sorsa elvégeztetett. A lap beszámolt arról, hogy nem lehet semmit sem tenni a bevonulás ellen. Felhívta a proletárok figyelmét, hogy békésen fogadják a bevonuló hadsereget.
Ezzel véget ért a Baranya–bajai Szerb–Magyar Köztársaság története.

### Ismét magyar közigazgatás alatt

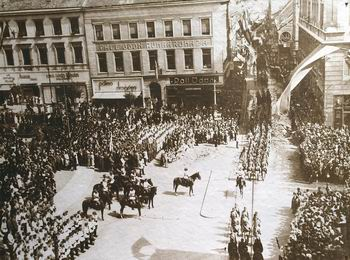
Soós Károly altábornagy csapataival végighaladva a Király utcán, a Széchenyi térre vonul

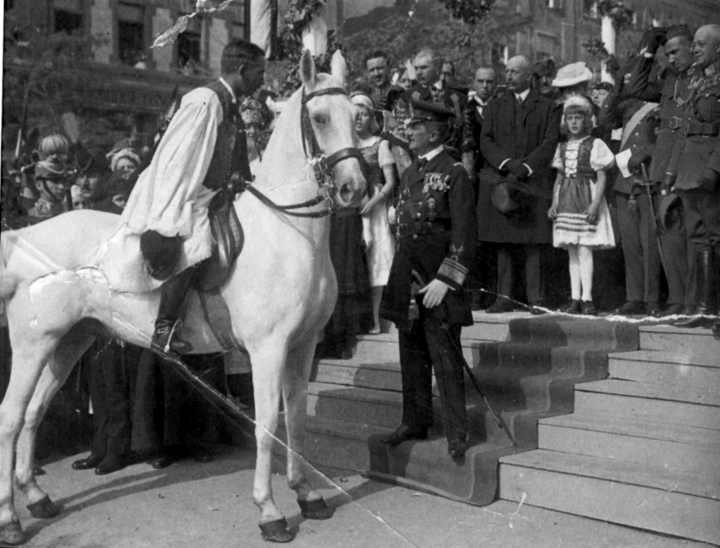
Horthy Pécsett 1921-ben

A magyar közigazgatás tevékenysége hivatalosan azzal kezdődött, hogy augusztus 19-én Rajić szerb kormánybiztos átadta a városházát Gosztonyi Gyulának, Pécs város kormánybiztosának. A pécsi városi rendőrséget megerősítették egy karhatalmi szakasszal is. Másnap, augusztus 20-án megszállták a középületeket, 21-én pedig Pécsre érkezett egy csendőrszázad. Ezen a napon lett hivatalosan megyei kormánybiztos Prakatur Tamás.
A katonai alakulatok bevonulását rendkívüli biztonsági intézkedések előzték meg. Kihirdették a statáriumot. 22-én hajnaltól több hullámban vonultak be Pécsre a magyar katonai alakulatok, Soós altábornagy és az antant tisztjei. A bevonulás hatalmas és örömmel teli tömeg előtt, békésen ment végbe. A plakátokon ez állt: „Magyarország Kormányzója, a magyar nemzeti hadsereg Hadura Horthy Miklós ő főméltósága és a magyar királyi kormány nevében a magyar nemzeti hadsereg csapatai újra kitűzik a nemzeti lobogót e részeken, melyek ősidők óta Szent István koronájához tartoztak.”
Augusztus 24-én Horthy táviratban üdvözölte Soós altábornagyot, hogy ilyen simán és békésen vette át az uralmat a terület fölött. Szeptember 4-én Horthy Miklós kormányzó amnesztiát hirdetett, és egy hónappal később, október 5-én, maga is Pécsre érkezett, majd így tett 21-én Bethlen István miniszterelnök is.
Szeptember 5-én minden szakmában – kivéve a bányamunkásokat – csoportvezetőket jelöltek ki. Az ő feladatuk volt a munkások között a korábbi ideológiát elfeledtetni. 28-án újra megjelent a Munkás című lap, amely megerősítette az új közigazgatási rendszer helyességét. Egy hónap múlva, október 25-én Ráday Gedeon belügyminiszternél járt a pécsi munkásdelegáció, amely Koller József tolmácsolásában biztosította a minisztert, hogy a pécsiek elkötelezettek az ország újjáépítésében. Koller szerette volna felvenni a hivatalos kapcsolatot az MSZDP tagjaival, de a miniszter ezt ellenezte.
A Dunántúl című megyei napilap 1922. január 8-án arról számolt be, hogy az igazságügyi minisztériumban megvizsgálták az augusztus 22. után politikai cselekményért letartoztatott munkások ügyét, és közülük hatvanat szabadon bocsátottak.
1921. október 12-én Fischer Ferencet nevezték ki Baranya vármegye főispánjává, beiktatása november 7-én volt. Ebben az időben zajlottak a nemzetgyűlési választások is a vármegyében. Pécs I. kerületében Ráday Gedeon, míg a II. kerületben a pótválasztást Baumann Emil nyerte meg. A pécsi törvényhatósági bizottság első rendes ülése a visszacsatolás után december 22-én volt. A gyűlésen Nendtvich Andor polgármester érdemeit méltatták, viszont megbélyegezték azokat, akik együttműködtek a megszállókkal.
Pécs ezután fokozatosan visszaintegrálódott az anyaországba.

## A köztársaság bukásának okai
Az augusztus 14-ei pécsi nagygyűlés szónoklatai lelkesítően hatottak a népre, mivel fegyveres ellenállást ígértek, azonban ez nem nyugodott reális alapokon. Akik ezt hirdették, elmenekültek a visszacsatolás előtt. Egyik csoportjuk a Szerb-Horvát-Szlovén Királyságba menekült, másik részük távolabbi, demokratikus országokba. A menekültek számát több ezer főre teszik.
A nép körében egyre jobban felszínre tört az öröm, hogy ismét Magyarország része lesz a terület. Ez az öröm nemcsak azért lett egyre nagyobb, mert a szónokok közül sokan eltávoztak, hanem azért is, mert a köztársaság napjai kijózanítóan hatottak a népre. Felülkerekedett a realitás, a felismerés, hogy hiányzik a kellő szervezettség, de a megfelelő erő és elszántság is.
A területek birtokba vétele katonai és rendőri erőkkel ment végbe. A városban és a megyében – részletesen kidolgozott tervek szerint – katonai közegek és kormánybiztosok irányítása valósult meg.

## A köztársaság megítélése
Babics András helytörténész szerint a köztársaság kikiáltása csak formai dolog volt és nem jelentett semmit. Nem használt sem a szerbeknek, sem az exponált szocialista munkásság megmentésének sem. A szónoklatok csak feltüzelték a népet, de konkrét lépések nem történtek.
Hajdu Gyula jogász, aki a megszállás egy időszakában jelentős szerepet vállalt, memoárjában nem fogalmaz meg külön értékelést. Ő nem itt élte át az eseményeket, de a kapcsolatai révén folyamatosan nyomon követte azokat. A sorok között „foglalt állást”. Megítélése szerint a köztársaság a megdöbbenés, a félelem, a düh érzelmi kavarodásaiból, a tehetetlenségből, a megtévesztésből, politikai kalandvágyból, a Horthy-rendszerrel szembeni gyűlöletből eredt. Szerinte a köztársaság kikiáltása hibás lépés volt.
Hasonlóan vélekedett Haraszti Sándor is. Szerinte a Pécsi Szocialista Párt felismerte, hogy nem tehet semmit a párizsi döntés ellen. Tanácstalanok voltak, mert nem tudták pontosan mit csináljanak, szembeszegüljenek, vagy megadják magukat. A vezetők nem akarták, hogy a munkások börtönbe kerüljenek. Haraszti szerint hősiesebb gesztus lett volna a szembeszállás, mint az emigráció. Reményeik hamvában haltak.
Lőrinc Péter (A köztársaság kikiáltása című szakaszban esett róla szó) szerint kalandorpolitikát folytattak Baranyában. A tömeg akarta a fegyvert és erre feleltek a vezetők. Lőrinc Péter utópistának tartotta saját magukat. Hittek a köztársaságban, de később belátta, hogy ez hiba volt.
A Proletár című kommunista hetilap szerint a szociáldemokraták és az októbrista radikálisok (bolsevikok) belevitték a köztársaság kikiáltásába a baranyai munkásokat, de maguk egy pillanatig sem gondoltak komoly küzdelmekre. A Kommunisták Magyarországi Pártjának Központi Bizottsága őket tette meg felelőssé azért, hogy ilyen események megtörténhettek.

## Lakossága
A terület lakosságának nagy része magyar volt, azonban rajtuk kívül éltek itt szerbek, horvátok, sokácok, bunyevácok, baranyai bosnyákok, dunai svábok, szlovákok, bánáti románok és romák is.
A szerbek 1919 márciusában rendelték el a népszámlálást, amelyet tavasszal 176 településen végeztek el. 1920-ban Magyarországon népszámlálást tartottak, de mivel ez a terület nem volt az anyaország része, ezért itt nem végezték el ezt, azonban 1921 novemberében erre is lehetőség nyílt. Az összeírás az 1920. december 31-i, illetve az újévi állapotoknak megfelelően tartalmazta a népességet. A magyar népszámlálás adatait a Magyar Statisztikai Közlöny Új Sorozat 69. kötete (1923) tartalmazza. A két népszámlálás adatai:
Pécs 56 120 lakosából az 1919-es szerb népszámlálás szerint 14 485 volt délszláv, 17 901 magyar, 14 549 német. Az 1920-as magyar népszámlálás szerint a városnak 47 556 lakosa volt, amelyből 40 655 fő volt magyar, 5034 német, 326 horvát és 45 szerb. Ez az eltérés egyértelműen mutatja a szerb annexiós törekvéseket. Az 1919-es népszámlálásba bizalmas utasítás után beleszámolták az itt tartózkodó szerb csapatok tagjait is.